# Proverville
Proverville est une commune française située dans le département de l'Aube en région Grand Est.

## Géographie
| Jaucourt | Montier-en-l'Isle | Ailleville   |
| Fravaux  | Proverville       | Bar-sur-Aube |
| Spoy     | Couvignon         | Bar-sur-Aube |

### Hydrographie
La commune est dans la région hydrographique « la Seine de sa source au confluent de l'Oise (exclu) » au sein du bassin Seine-Normandie. Elle est drainée par l'Aube, l'Aube et divers autres petits cours d'eau,.
L'Aube, d'une longueur de 249 km, prend sa source dans la commune d'Auberive et se jette  dans la Seine à Marcilly-sur-Seine, après avoir traversé 82 communes.

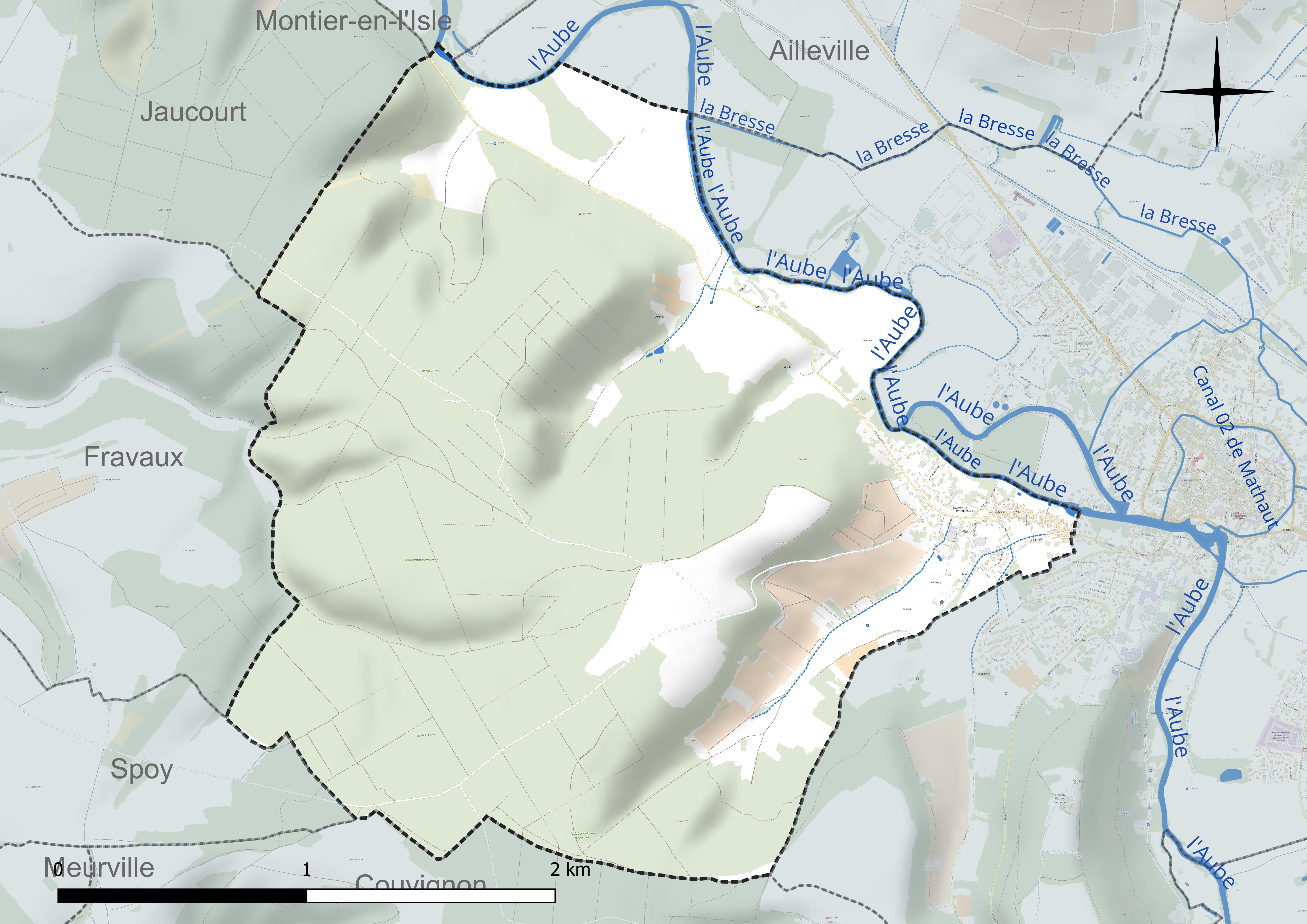
Réseau hydrographique de Proverville.

### Climat
Pour des articles plus généraux, voir Climat du Grand Est et Climat de l'Aube.
En 2010, le climat de la commune est de type climat des marges montargnardes, selon une étude du Centre national de la recherche scientifique s'appuyant sur une série de données couvrant la période 1971-2000. En 2020, Météo-France publie une typologie des climats de la France métropolitaine dans laquelle la commune est exposée à un climat océanique altéré et est dans la région climatique Lorraine, plateau de Langres, Morvan, caractérisée par un hiver rude (1,5 °C), des vents modérés et des brouillards fréquents en automne et hiver.
Pour la période 1971-2000, la température annuelle moyenne est de 10,4 °C, avec une amplitude thermique annuelle de 16 °C. Le cumul annuel moyen de précipitations est de 878 mm, avec 13 jours de précipitations en janvier et 8,8 jours en juillet. Pour la période 1991-2020, la température moyenne annuelle observée sur la station météorologique de Météo-France la plus proche, « Ailleville_sapc », sur la commune d'Ailleville à 3 km à vol d'oiseau, est de 11,4 °C et le cumul annuel moyen de précipitations est de 833,5 mm. 
La température maximale relevée sur cette station est de 41,3 °C, atteinte le 25 juillet 2019 ; la température minimale est de −19,7 °C, atteinte le 20 décembre 2009,,.
Les paramètres climatiques de la commune ont été estimés pour le milieu du siècle (2041-2070) selon différents scénarios d'émission de gaz à effet de serre à partir des nouvelles projections climatiques de référence DRIAS-2020. Ils sont consultables sur un site dédié publié par Météo-France en novembre 2022.

## Urbanisme

### Typologie
Au 1er janvier 2024, Proverville est catégorisée bourg rural, selon la nouvelle grille communale de densité à 7 niveaux définie par l'Insee en 2022.
Elle appartient à l'unité urbaine de Bar-sur-Aube, une agglomération intra-départementale dont elle est une commune de la banlieue,. Par ailleurs la commune fait partie de l'aire d'attraction de Bar-sur-Aube, dont elle est une commune du pôle principal,. Cette aire, qui regroupe 43 communes, est catégorisée dans les aires de moins de 50 000 habitants,.

### Occupation des sols
L'occupation des sols de la commune, telle qu'elle ressort de la base de données européenne d’occupation biophysique des sols Corine Land Cover (CLC), est marquée par l'importance des forêts et milieux semi-naturels (70,2 % en 2018), une proportion sensiblement équivalente à celle de 1990 (70,5 %). La répartition détaillée en 2018 est la suivante : 
forêts (70,2 %), prairies (11,4 %), terres arables (10,4 %), cultures permanentes (5,2 %), zones urbanisées (2,9 %). L'évolution de l’occupation des sols de la commune et de ses infrastructures peut être observée sur les différentes représentations cartographiques du territoire : la carte de Cassini (XVIIIe siècle), la carte d'état-major (1820-1866) et les cartes ou photos aériennes de l'IGN pour la période actuelle (1950 à aujourd'hui).

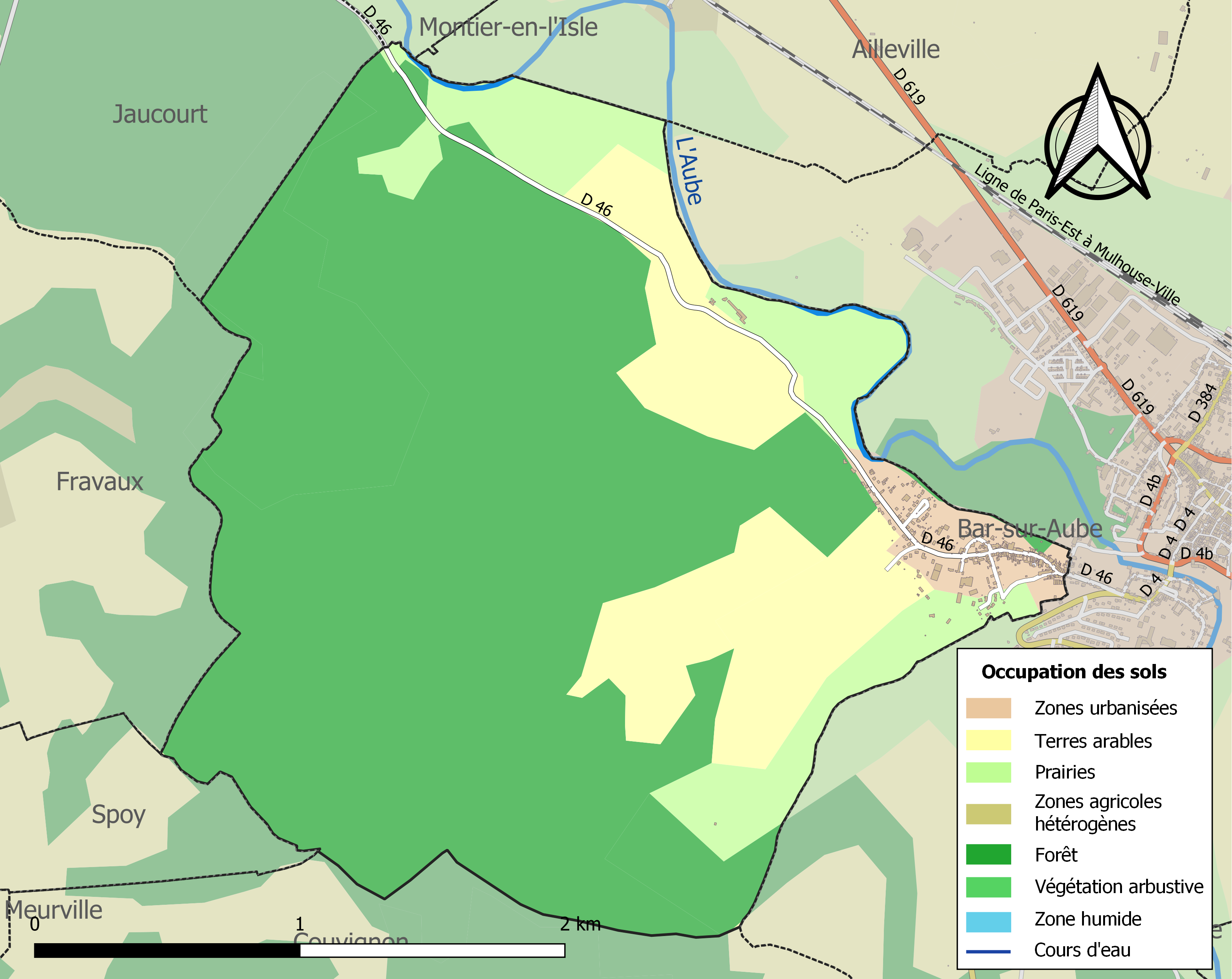
Carte des infrastructures et de l'occupation des sols de la commune en 2018 (CLC).

## Histoire
Commune du canton de Bar-sur-Aube, Proverville s’étend sur 698 ha et compte 335 habitants. L’origine de la commune remonte à l’époque gallo-romaine. Son nom était « Presbiteri-villa » puis « Presbiterorum ». Son étymologie explique l’activité religieuse qui y régna. Son nom signifie : village appartenant à des prêtres. Ce nom devint « Provoi-reville », puis « Presbreville » pour devenir enfin Proverville. Sobriquet attribué autrefois aux habitants : les Pitois.

## Politique et administration
| Période                                  | Période    | Identité          | Étiquette | Qualité        |
| ---------------------------------------- | ---------- | ----------------- | --------- | -------------- |
| avant 1981                               |            | Paulette Hémard   |           |                |
| mars 2001                                | mars 2008  | Daniel Tomasini   | DVD       |                |
| mai 2008                                 | avril 2013 | Ludovic Le Roy    |           |                |
| mai 2013                                 | 2020       | Jean-Luc Rosselle | DVD       | Agriculteur    |
| mai 2020                                 | 2026       | Claude PETIOT     |           | Ancien ouvrier |
| Les données manquantes sont à compléter. |            |                   |           |                |

## Démographie
L'évolution du nombre d'habitants est connue à travers les recensements de la population effectués dans la commune depuis 1793. Pour les communes de moins de 10 000 habitants, une enquête de recensement portant sur toute la population est réalisée tous les cinq ans, les populations de référence des années intermédiaires étant quant à elles estimées par interpolation ou extrapolation. Pour la commune, le premier recensement exhaustif entrant dans le cadre du nouveau dispositif a été réalisé en 2007.

En 2022, la commune comptait 223 habitants, en évolution de −6,69 % par rapport à 2016 (Aube : +0,7 %, France hors Mayotte : +2,11 %).
| 1793 | 1800 | 1806 | 1821 | 1831 | 1836 | 1841 | 1846 | 1851 |
| ---- | ---- | ---- | ---- | ---- | ---- | ---- | ---- | ---- |
| 311  | 292  | 286  | 276  | 326  | 325  | 328  | 342  | 336  |

| 1856 | 1861 | 1866 | 1872 | 1876 | 1881 | 1886 | 1891 | 1896 |
| ---- | ---- | ---- | ---- | ---- | ---- | ---- | ---- | ---- |
| 353  | 333  | 354  | 336  | 321  | 311  | 354  | 317  | 328  |

| 1901 | 1906 | 1911 | 1921 | 1926 | 1931 | 1936 | 1946 | 1954 |
| ---- | ---- | ---- | ---- | ---- | ---- | ---- | ---- | ---- |
| 365  | 373  | 379  | 334  | 342  | 344  | 335  | 311  | 315  |

| 1962 | 1968 | 1975 | 1982 | 1990 | 1999 | 2006 | 2007 | 2012 |
| ---- | ---- | ---- | ---- | ---- | ---- | ---- | ---- | ---- |
| 324  | 304  | 355  | 331  | 279  | 292  | 273  | 270  | 242  |

| 2017 | 2022 | - | - | - | - | - | - | - |
| ---- | ---- | - | - | - | - | - | - | - |
| 239  | 223  | - | - | - | - | - | - | - |

## Culture locale et patrimoine

### Lieux et monuments
- Église de l'Assomption-de-la-Vierge de Proverville

### Personnalités liées à la commune
Claude Nicolet, chirurgien à la clinique de Bar-sur-Aube.
Rostislas Loukine peintre.